# Монастырь Святого Антония (Аризона)
Монастырь святого Антония Великого (греч. Ιερα Μονή Αγίου Αντωνίου του Μεγάλου, Греческий православный монастырь святого Антония, англ. St. Anthony's Greek Orthodox Monastery) — православный мужской монастырь Сан-Францисской митрополии Американской архиепископии Константинопольского патриархата, расположенный в пустыне Сонора между городами Финикс и Тусон в штате Аризона, в США.
Монастырь был основан летом 1995 году, в 15 км от города Флоренс известным афонским подвижником старцем Ефремом Филофейским и пятью афонскими монахами.

## История
В 1995 году решивший поселиться в США архимандрит Ефрем (Мораитис) вместе со своим знакомым священником Антонием из города Тусон посетил пустыню Сонора в штате Аризона, чтобы найти подходящее место для нового монастыря. На одной из безлюдных территорий отец Антоний отчётливо услышал колокольный звон, обратившись к архимандриту Ефрему со словами: «Старче, слышишь? Колокола звонят!». Последний воспринял этот звон как особое указание Божие. Священнослужители направились в ближайший город Флоренс в 15 км от того места, чтобы узнать о возможности приобретения участка земли там, где они услышали звон. Хозяин участка, узнав, для чего они хотят купить землю, в два раза снизил её цену.
Архимандрит Ефрем решил не медлить с основанием монастыря. Летом 1995 года и пятеро монахов-афонитов основали монастырь в Аризоне. Первоначально жилищем монахов были четыре трейлера: в одном была устроена церковь, в другом — трапезная, в остальных насельники жили сами. Отсутствовало электричество, вода, не было стройматериалов. Монахам приходилось жить и работать в местности, кишашей ядовитыми змеями и опасными хищными зверями. Архимандрита Ефрема, пожелавшего построить монастырь в пустыне, местные жители посчитали сумасшедшим; были скептики и среди православных. Вскоре им стали жертвовать и деньги, и материалы.
Сразу же развернулись строительные работы. Трудились по 15 часов в сутки, не считая времени на монашеское правило. В скором времени были построены храм во имя преподобного Антония Великого и святителя Нектария Эгинского, трапезная и корпуса для братии и паломников. Рассказывают, что храм воздвигли в рекордно короткий срок — за четыре месяца, как раз к престольному празднику — памяти преподобного Антония Великого. Практически все постройки монастыря были возведены руками самой братии, лишь иногда, если позволяли средства, приглашали наёмных рабочих.
Вокруг монастыря было приобретено 1200 стремм земли, на которых было посажено 3000 масличных, апельсиновых, лимонных, грейпфрутовых, фисташковых деревьев, виноградники и финиковые пальмы. Чтобы растения не засохли, была необходима вода, которая была найдена в результате подземных изысканий.
В мае 2016 года в связи планами строительства более 200 новых домов в непосредственной близости от монастыря, что угрожает в значительной степени нарушить спокойствие этого духовного центра, появилась петиция «Preserve the Sacred Grounds of Saint Anthony’s Monastery», в которой было написано «Девелопер предлагает радикальные изменения в зонировании и землепользовании для земельных участков в непосредственной близости от Монастыря святого Антония. Эти изменения будут иметь огромное и значительное негативное воздействие на Монастырь святого Антония. Это также будет иметь негативное влияние на всех местных жителей и посетителей, прибывающих из-за пределов штата, которые посещают там службы, всем семьям, которые имеют родственников, захороненных на кладбище, а также всех, кто в настоящее время наслаждается спокойной и изящный природой монастыря».

## Современное состояние

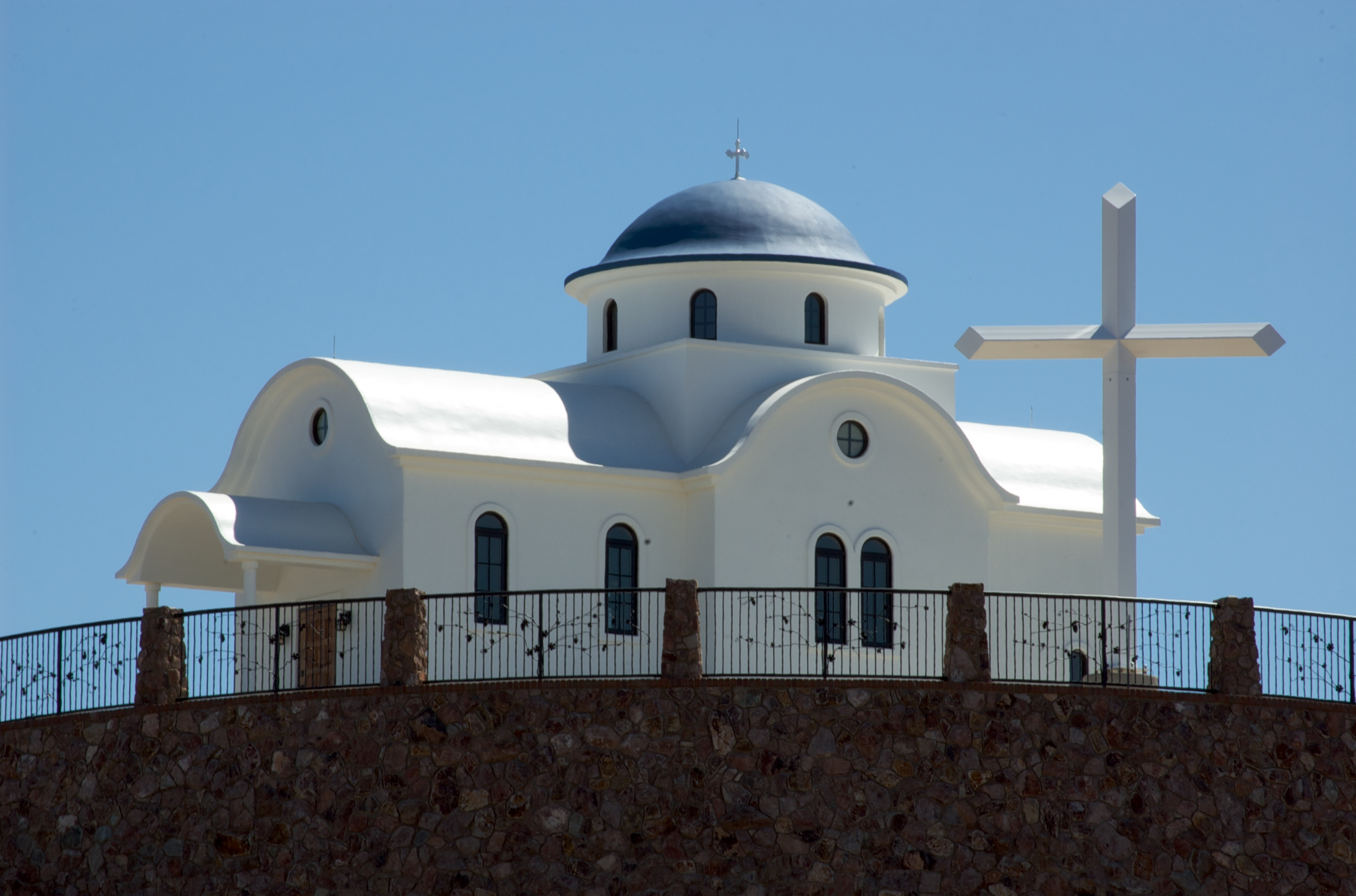
Часовня пророка Илии

Главный храм, построенный в стиле греческой базилики, освящён в честь святого Антония Великого и Нектария Эгинского. Также были построены часовни, посвященные святым Серафиму Саровскому (в стиле северных деревянных церквей), Димитрию Солунскому (в русском стиле), Иоанну Крестителю, великомученику Георгию (в стиле румынских церквей), Николаю Чудотворцу (в стиле сербских церквей), великомученику Пантелеймону и Илии Пророку. Иеродиакон Никон (Горохов) так обозначил архитектуру монастыря: «вся архитектура монастыря — это некая эклектика, в которой лишь чуть преобладают элементы того или иного стиля. Как таковой ни один стиль последовательно не выдержан, каждая постройка сочетает элементы, присущие разным стилям. Но общий ансамбль от этого ничуть не проигрывает, а скорее даже выигрывает». Монастырь обрамляет символическая ограда, отделяя монастырь-оазис от пустыни.
В настоящее время является одним из самых крупных монастырей США; на середину 2010 годов в нём проживало более 50 монахов. Монастырь располагает обширным хозяйством: оливковой, цитрусовой и финиковой рощами, виноградниками.
За год обитель посещают около 25 тысяч человек.